# Орловка (Архангельський район)
Орло́вка (рос. Орловка, башк. Орловка) — присілок у складі Архангельського району Башкортостану, Росія. Адміністративний центр Орловської сільської ради.
Населення — 300 осіб (2010; 308 в 2002).
Національний склад:
- росіяни — 52 %
- башкири — 43 %